# 香港教育大學賽馬會小學
香港教育大學賽馬會小學 （英語：The Education University of Hong Kong Jockey Club Primary School），是香港教育大學的附屬學校，位於香港教育大學校園內，是全港第一所設於大專院校的小學。創辦於2002年9月，是香港一所位於新界大埔的全日制標準政府資助小學。

## 歷史
香港教育學院前校長許美德教授及一眾教職員於1997年興起了建立一所小學的意念，後由香港賽馬會捐贈了九千二百七十四萬元興建校舍，名為「香港教育學院賽馬會小學」，並由凱達柏濤與建築教育學者劉秀成合作設計，校舍設計更榮獲「香港建築師學會2002年全年建築大獎」。因應香港教育學院正名大學，小學於2016年9月易名為「香港教育大學賽馬會小學」。

## 註解
1. ↑  以「香港教育大學附屬學校有限公司」法人身份辦學